# Gaspare Spontini
Gaspare Luigi Pacifico Spontini (1774-1851) là nhà soạn nhạc, nhạc trưởng, nhà sư phạm người Ý.

## Cuộc đời và sự nghiệp
Gaspare Spontini học âm nhạc tại Nhạc viện ở Naples. Spontini làm việc tại Naples, Palermo, Rome, Venice với chức trách nhà soạn nhạc, nhạc trưởng, thầy giáo thanh nhạc. Năm 1803, ông chuyển sang cư trú tại Paris, làm nhà soạn nhạc của triều đình, nhạc trưởng, giấm đốc của Nhà hát Opera Italia ở Paris. Từ năm 1820 đến năm 1841, ông trở thành tổng giám đốc âm nhạc của Berlin và nhạc trưởng của triều đình vua Friedrich III. Từ năm 1842 đến năm 1849, Spontini chủ yếu sống tại Paris. Năm 1850, ông trở lại quê hương. Spontini trở thành viện sĩ Viện Pháp quốc.

## Các sáng tác
Gaspare Spontini sáng tác chủ yếu là opera, trong đó là:
- Nữ tu sĩ ở Vesta (1807)
- Fernand Cortez (1809)
- Olympie (1819)

Ngoài ra là các tiểu phẩm cho nhạc cụ, các ca khúc, trong đó có liên khúc Những cảm xúc buồn thương (1804), các bản hợp xướng